# Rise of Nations: Rise of Legends
Rise of Nations: Rise of Legends (Рассвет наций: рассвет легенд) — стратегия в реальном времени для персонального компьютера. Разработана компанией Big Huge Games и издана корпорацией Microsoft. Наследник игры Rise of Nations (2003). В отличие от Rise of Nations, сюжет игры не связан с реальной историей, действие происходит в мире фэнтези, где сосуществуют магия и техника. В Северной Америке игра вышла 9 мая 2006 года, в Европе — 26 мая.

## Расы
В игре всего три расы: Винчи (англ. Vinci), использующие паровую технику; Алины (англ. Alin), практикующие магию; Куотли (или Квотлы) (англ. Cuotl), использующие технику пришельцев и поклоняющиеся им же. Все расы сильно отличаются друг от друга, что позволяет игроку использовать различные стили игры. Каждая раса имеет так называемую национальную силу (англ. National Power) — особенную способность, которую можно использовать раз в 7 минут.

### Винчи
Винчи − раса людей-изобретателей, с высоко развитыми технологиями. Вся их техника использует паровые котлы и сложнейшие (на вид) механизмы. Некоторые их машины очень похожи на изобретения Леонардо да Винчи, в честь которого они и были названы.
К началу игры народ Винчи разрознен. Старая империя пала, и у каждого региона появился свой собственный правитель. Страны Винчи очень напоминают Италию эпохи Возрождения. Одной из самых развитых стран народа Винчи является Миана, правителя Петруццо, Лорда Мианы. Его брат, Джакомо, «Изобретатель Мианы» − главный герой кампании. Их главный враг — тиран Алессандро, сумасшедший Дож Венуччи, использующий странную на вид инопланетную пушку.
Индустриальное опустошение — национальная сила Винчи, вызывающая гигантские появляющиеся из-под земли буры под заданным участком, уничтожающие всё на нём.

### Алины
Основа цивилизации Алинов − магия. Им подвластны песок, огонь и стекло, из которых они и создают свои здания. Прообразом этого народа стала арабская мифология, например Тысяча и одна ночь. У них состоят на службе гигантские скорпионы, саламандры и драконы. Живут они в Калахской пустыне; столица Алинов — парящий город Азар Хариф.
Большая часть территории Алинов заражена магической субстанцией «Тёмное Стекло». Её создателем выступил джинн Саву, который сошёл с ума после падения неопознанного объекта с небес (им оказалась могущественная и опасная часть технологии Квотлов). Сам Саву заточен в бывшей столице Алинов — городе Мезекеш, но его злые слуги всё ещё на свободе.
Национальная сила Алинов — Вызов армии, которая немедленно приходит на сторону игрока. Сила и размер армии увеличивается в процессе изучения технологии Вызов.

### Квотлы (Куотли)
Несмотря на то, что основу Квотлов составляют аборигены, ими руководит раса высокоразвитых пришельцев, чей космический корабль потерпел крушение в джунглях Айо. Разработчики вдохновлялись древней цивилизацией майя и теорией Колесницы богов. Сама раса названа в честь бога ацтеков и майа Кетцалькоатля.
Игра за квотлов сильно отличается от игры за алинов и винчи. Вместо богатства они используют другой ресурс — энергию, которую получают не с помощью караванов (как винчи и алины), а в специальных городских районах — районах реактора. Соответственно, они не покупают нейтральные города за деньги, а захватывают их с помощью специальной способности — Покорение (англ. Cuotl control), на использование которой расходуется тимониум.
Национальная сила квотлов — звёздный удар, вызывающая гигантский световой диск, делающий карту открытой и повреждающий вражеские войска под ним,который можно передвигать.

### Нейтральные фракции
Каждый из трёх регионов Айо имеет и нейтральные фракции, имеющие уникальные воинские отряды. Игрок может сделать их своими союзниками или противниками. Каждая нейтральная фракция принадлежит к одной из трёх рас, на территории которых она и располагается.

## Игровой процесс

### Городские округа и строения
В отличие от других игр жанра RTS, где игрок уже обладает готовым главным зданием, в Rise of Legends вместе с городским центром существует отдельный класс зданий: Округа. Существует шесть типов округов, которые предоставляют те или иные бонусы и увеличивают размер города. Другие здания производят юнитов, добывают ресурсы и защищают территорию. Виды округов:
| Военный:        | Увеличивает возможное количество войск, огневую мощь города (в случае Винчи - город представляет собой площадку для стреляющей мортиры) также даёт дополнительный отряд пехоты.                                                                                      |  |
| Торговый:       | Увеличивает лимит на караваны игрока, максимальное количество добываемых ресурсов и доходов от торговли. У Квотлов аналогом этого района является Реакторный, аналогично повышающий лимит добычи ресурсов и производящий энергию (аналог золота рас Винчи и Алинов). |  |
| Дворцовый:      | Расширяет размер города, что увеличивает эффективность от других пристроек. Является самой дорогой из пристроек, и в одном городе их может быть не больше двух. С ростом города открывается доступ к новым технологиям и юнитам.                                     |  |
| Магический:     | Увеличивает количество очков науки, увеличивает количество маны и скорость её восстановления у героя (доступен только Алинам). |  |
| Индустриальный: | Дает очки для исследований в фабрике прототипов, ускоряет строительство зданий и войск (доступен только Винчи). |  |
| Священный:      | Создает бесплатный святой ковчег, увеличивает урон от истощения вокруг города, увеличивает излечение близлежащих войск, расширяет границы (доступен только Квотлам).                                                                                                 |  |

### Герои
Каждая раса имеет собственный набор героев, которые сильнее, быстрее и мощнее обычных юнитов, а также имеют древо уникальных умений. Последние могут быть активными и пассивными. С переходом на новый уровень показатели героя повышаются. Вызов героя стоит определённых ресурсов, которые могут потребоваться и для его воскрешения. Каждая нация имеет трёх героев (не считая тех, которые присутствуют только в однопользовательской кампании).

## Однопользовательская игра
Представлена тремя кампаниями, по одной для каждой расы (хотя главным персонажем всей игры является герой Винчи Джакомо, чей внешний вид и армия меняются при игре за каждую фракцию). Каждая кампания представляет собой большую карту региона, разделенную на несколько провинций. Кампания состоит из двух частей: действия на стратегической карте и игра в отдельные сценарии.

### Стратегическая карта
Стратегическая карта представляет собой обзор текущего региона, в котором происходит действие одиночной кампании. Он разделен на несколько провинций, каждая из которых представляет собой сценарий. Помимо этого на карте отображены армии Джакомо и его соперников.
Города на стратегической карте могут генерировать:
- Очки исследований. Модернизируют войска у цивилизации, за которую выступает игрок, так что они становятся сразу доступными. Модернизируются как первоначальные войска (доступные с начала игры), так и построенные в зданиях. Более мощные вариации юнитов требуют намного больше очков, чем первоначальная модернизация. У цивилизации Алинов вместо модернизации юнитов присутствуют технологии постоянного улучшения параметров юнитов, такие, как бонус к атаке юнитов из определенного здания или уменьшение урона от истощения. Очки исследования берутся при покупке особых округов (индустриальных\магических\священных). Также особые округа поставляют в соседние территории помощь в виде войск, различных для каждой цивилизации.
- Военные очки. Используются для покупки новых юнитов в армию игрока, которая становится доступной с начала игрового уровня. Военный округ генерирует по одному военному очку за ход, помимо этого обеспечивая защиту провинции и бесплатные подкрепления при игре на соседней территории.
- Очки богатства. Позволяют приобретать новые районы для городов на стратегической карте, стоимость которых в процессе модернизации растёт. Каждый такой район генерирует одно очко богатства за ход, параллельно отправляя бесплатные караваны на прилегающие территории.
- Очки героев. Позволяют игроку улучшать своих персонажей, закупая и улучшая для них силы и способности. Являются наградой за прохождение уровней.

В рамках сценария в городах на стратегической карте можно строить дворцовые районы, увеличивающих приток очков с данной провинции.

### Сценарии
Одиночная кампания разделена на определённое количество сценариев, по умолчанию являющихся игровыми уровнями, которые становятся доступными после передвижения армии игрока на определённую территорию. Уровни бывают двух типов:
- Сюжетные уровни, в ходе которых необходимо выполнить ключевые задания, влияющие на ход кампании (например освобождение узников или уничтожение вражеских цитаделей), также часто имеющие ещё и бонусные квесты, за выполнение которых игрок получает очки героев и другие преимущества.
- Уровни по захвату местности. Противник игрока здесь только одна фракция, и единственной целью является захват всех городов (или захват вражеской столицы).

После окончания игрового уровня, игрок получает очки для улучшения характеристик своих персонажей. Помимо этого, каждый сценарий имеет и иные бонусы: доступ к специальным силам, а также дополнительные военные юниты или бонусные очки Армии/Исследования/Экономики.

## Сюжет
Действие игры происходит в мире Айо. Много лет назад тут потерпел крушение инопланетный корабль, разделивший континент на 3 части.
Правитель города Миана лорд Петруцио вместе с братом Джакомо и генералом Карлини отправляются с группой солдат к шахте. Местные работники обнаружили странный артефакт, вызывающий болезни. Прибыв на место, они подвергаются нападению дожа Алессандро Венуччи, чьи люди уже захватили приспособление. Лазерное оружие Дожа вызывает обвал, под обломками которой погибает Петруцио. Джакомо решается убить Дожа и отомстить за своего брата.
В ходе борьбы армия Джакомо объединяет разрозненные владения винчи, а также помогает государству Пирата избавиться от осады войсками Венуччи, а их лидер Ленора присоединяется к его армии. Позже удаётся освободить политических заключенных, и обнаружить, что дож имеет доступ к неизвестной технологии.
Джакомо удаётся захватить опасное оружие, известное как «Молот Дожа». Но выясняется, что Венуччи покинул столицу перед штурмом. Алессандро успел захватить с собой копию орудия, с помощью которого уничтожает Миану, после чего уходит на восток.
Джакомо отправляется вслед за Дожем в пустыню, где его армия подвергается нападению Тёмных Алинов Марвана. Принцесса Алинов Арри помогает винчи, и после победы организовывает аудиенцию у своего отца. Тот рассказывает о тёмном алине Савву, который после падения с небес артефакта начал изменять землю с помощью магической субстанции «Тёмное стекло». Чтобы остановить его, алины запечатали вход в городе Мезекеш, однако на свободе остались его слуги. Джакомо решается разломать печать и окончательно одолеть Савву. В этом ему помогает принцесса Арри, в то время как Ленора возвращается в Пирату для сбора войск.
Излечив Саву от безумия, Джакомо обнаруживает дожа, который готов применить свой Молот. Армия Пираты выступает на стороне союзников, и в итоге им удаётся уничтожить Венуччи. Внезапно прибывает инопланетный корабль, который забирает артефакт.
Решив разузнать побольше о пришельцах, Джакомо отправляется в тропические леса Куотль. Выясняется, что выжившие члены экипажа разбившегося здесь инопланетного корабля подчинили местные племена и сделали себя богами: Икс (англ. Ix) — Богом Луны, Ксил (англ. Xil) — Богом Солнца, Шок (англ. Shok) — Богиней Штормов, и Цзин (англ. Czin) — Богом Смерти. Икс занимается поисками артефактов, являющихся частью инопланетной технологии. Джакомо борется с Иксом, но безуспешно: попытка направить артефакт на бога увенчивается неудачей и артефакт взрывается. Вовремя приходит Карлини и убивает Бога Луны. Устройство ищет  и верховный бог, Бог Смерти Цзин. Карлини вызывает на бой Цзина, который быстро расправляется с винчи.
После взрыва Джакомо получает новые способности, изменившие его тело и разум. Желая отомстить за Карлини, он присоединяется к предводителю куотлей Какулхе, бросившему вызов лжебогам. Когда войска союзников достигает столице Цзина, они находят массивную машину, с помощью которой тот желает «говорить со звёздами» и начать апокалипсис. Джакомо сражается с богом внутри аппарата, и в конце концов убивает его. После убийства Цзина, Джакомо приходится уничтожить машину ценой своей жизни.
Джакомо занял почётное место в пантеоне трёх народов. Ленора планирует объединить народ Винчи под знаменем Новой Мианы. Арри отправляется в путешествие по миру, так как её отец запретил своей дочери возвращаться на родину, а квотлы начинают изучение инопланетных технологий под руководство Какоолхи.

## Рецензия
| Сводный рейтинг    | Сводный рейтинг           |
| Агрегатор          | Оценка                    |
| ------------------ | ------------------------- |
| GameRankings       | 82,07 %                   |
| Metacritic         | 84 % (на базе 46 обзоров) |
| Иноязычные издания |                           |
| Издание            | Оценка                    |
| GameSpot           | 7,6/10                    |
| IGN                | 8,2/10                    |

Крупнейший российский портал игр Absolute Games поставил игре 67 %. Обозреватель отметил интересные нововведения. Критике подвергся сюжет игры,  а также её звуковое сопровождение
Обозреватель журнала Игромания Степан Чечулин поставил игре 8.5 баллов из 10-ти, отметив сильный AI компьютерных противников, разнообразие игровых фракций и хорошую графическую составляющую. В итоге автор сделал следующее заключение: «Граждане из Big Huge Games в очередной раз оправдали название своей студии, выкатив неглупую, чертовски стильную, увлекательную и оригинальную стратегию.»